# بیور بی (مینه‌سوتا)
بیور بی، مینه‌سوتا (به انگلیسی: Beaver Bay, Minnesota) یک شهر در ایالات متحده آمریکا است که در مینه‌سوتا واقع شده‌است.

## خصوصیات
بیور بی ۳٫۲۶ کیلومترمربع مساحت و ۱۸۱ نفر جمعیت دارد و ۲۱۴ متر بالاتر از سطح دریا واقع شده‌است.